# Paveh
Pāveh (in curdo Pawe‎; farsi پاوه) è il capoluogo dello shahrestān di Paveh, circoscrizione Centrale, nella provincia di Kermanshah. Aveva, nel 2006, una popolazione di 19.774 abitanti. Si trova nella zona più occidentale della regione, ai confini con l'Iraq, ed è considerata dagli abitanti la capitale di quell'area a cavallo del confine iraniano-iracheno comunemente conosciuta con il nome di Howraman (in persiano Ōrāmān اورامان). La lingua parlata è l'hawrami ( o hurami).

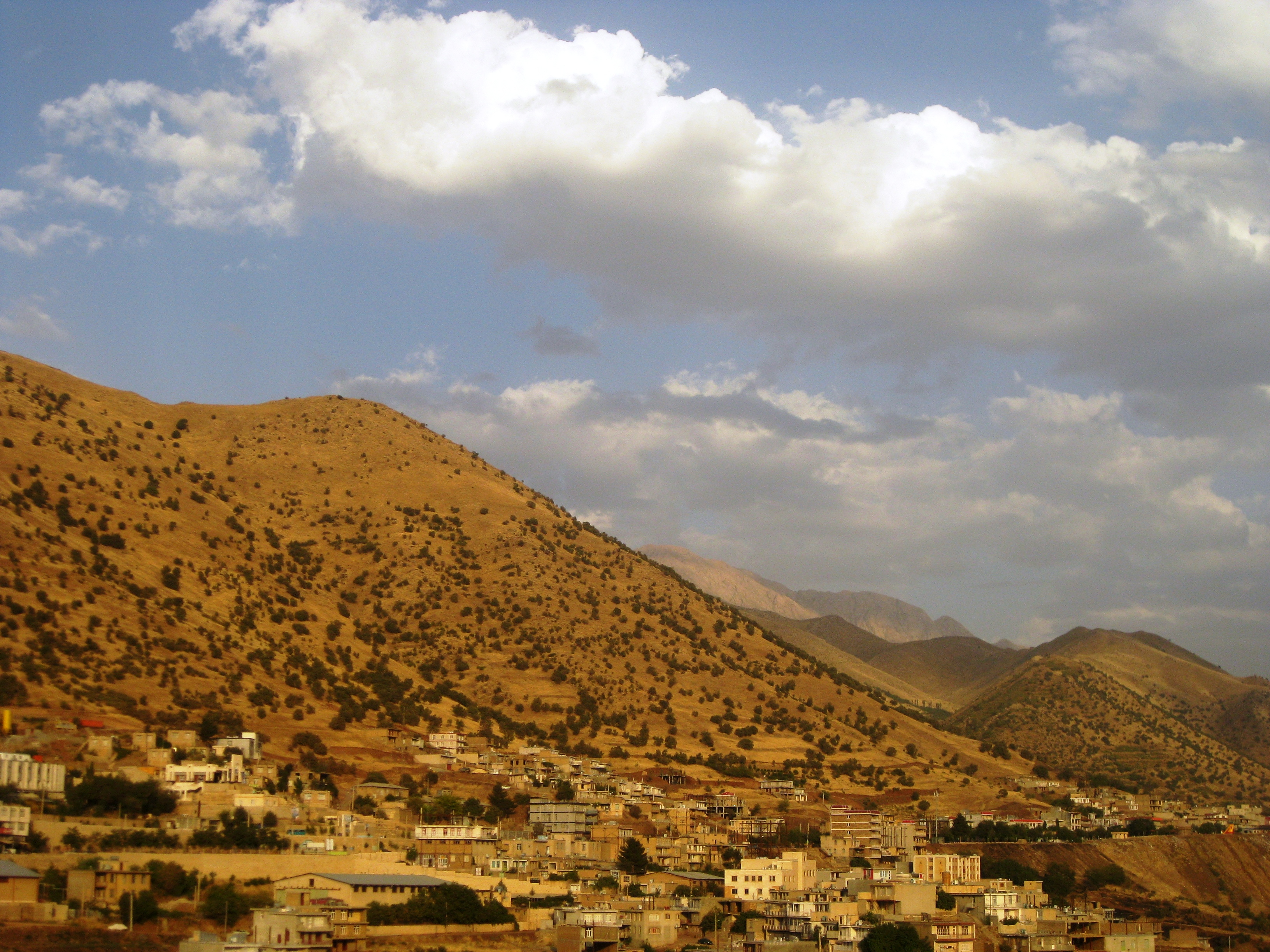

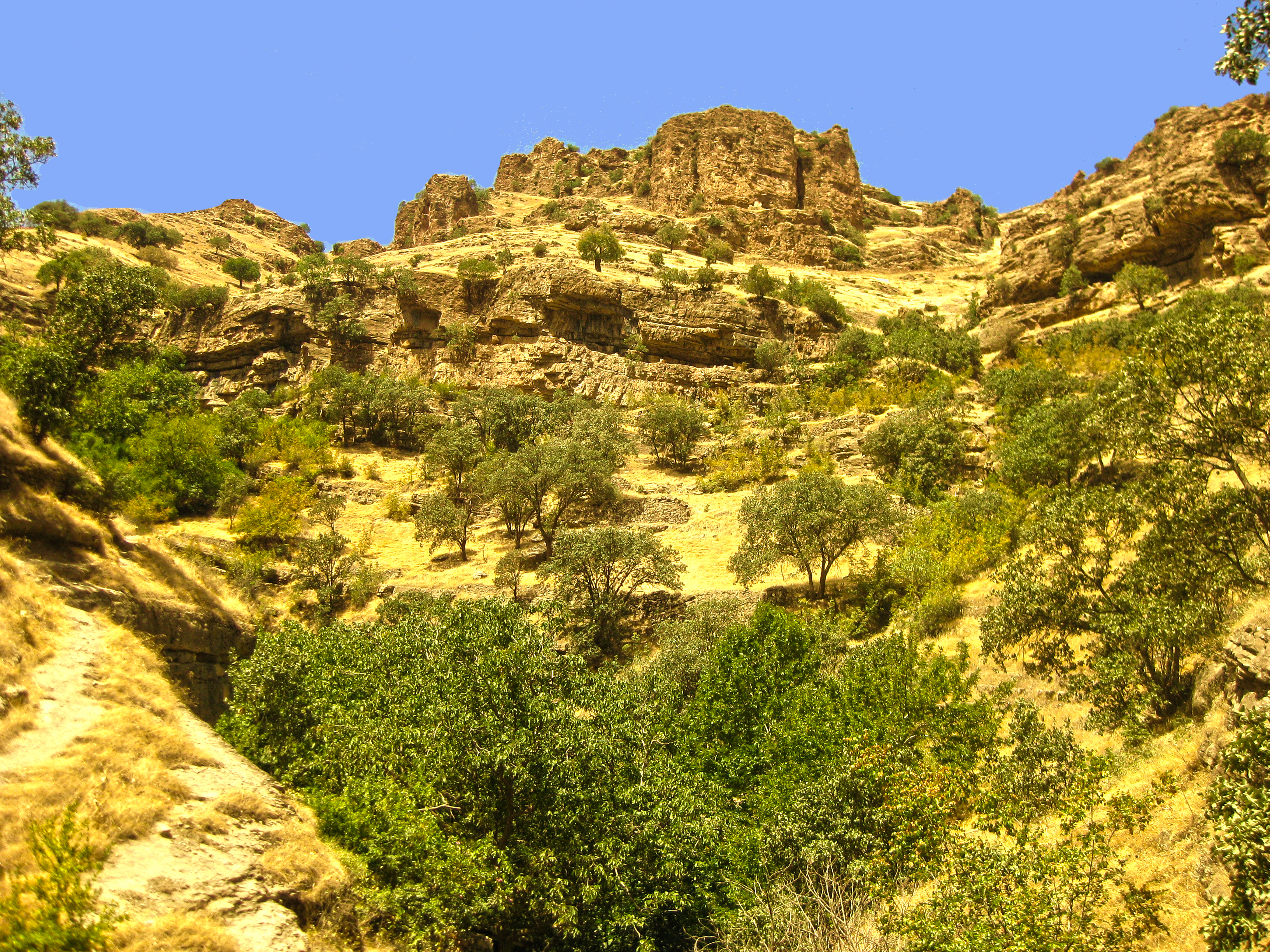